# Zsolt Harsányi
Zsolt Harsányi (27 de janeiro de 1887 - 29 de novembro de 1943), também conhecido como Zsolt von Harsanyi ou Zsolt de Harsanyi, foi um prolífico e renomado autor, dramaturgo, tradutor e escritor húngaro.
Nascido em Korompa, Alta Hungria (atual Eslováquia; Krompachy em eslovaco), Harsányi descendeu de uma longa fila de escritores húngaros. Aos dezessete anos de idade, ele recebeu um prêmio de estudante da Academia Húngara de Ciências.
Sua longa carreira produziu centenas de obras dramáticas e literárias, incluindo peças curtas e longas, comédias musicais e romances de ficção histórica.